# David Adickes
David Adickes (1927-13 de julio de 2025),  fue un escultor estadounidense en Huntsville Texas.

## Biografía

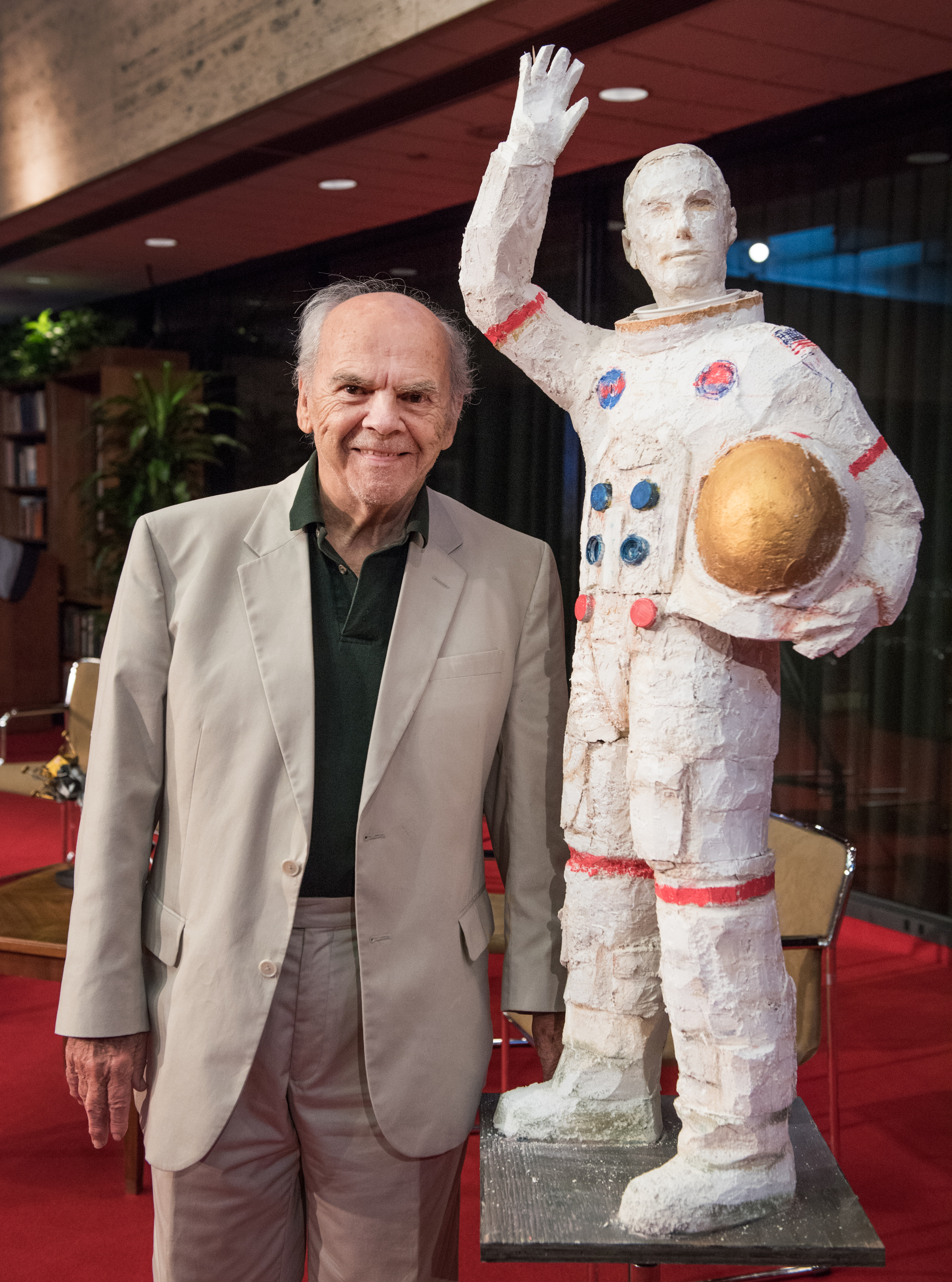
Adickes en la Biblioteca y Museo Presidencial de Lyndon B. Johnson en 2015.

Estudió en la Sam Houston State University y en el Kansas City Art Institute.
Entre 1948 y 1950 fue alumno del escultor Fernand Leger en Francia, donde vivió durante seis años. Viajó por Europa, Japón, Oriente Medio, Rusia y el norte de África y posteriormente regresó a Texas para ejercer de maestro de Arte en la Universidad de Texas en Austin. 
En 1983 presentó su primera escultura monumental, The Virtuoso; desde entonces se han sucedido las esculturas de gran formato.
Su estudio de escultura se encuentra ubicado en la coordenadas:29°46′23″N 95°23′5″O / 29.77306, -95.38472 y desde el satélite pueden verse las esculturas dispersas en el patio. Se distinguen las figuras de "The Beatles" y las cabezas de los presidentes de Estados Unidos.
Durante el año 2009 estuvo viajando a lo largo de Estados Unidos en la presentación itinerante del busto colosal del presidente Barack Obama

## Obras
Su obra más famosa es la estatua monumental de Sam Houston, instalada en Huntsville, en Texas (su ciudad natal).
Las obras principales de David Adickes son las siguientes:
- The Virtuoso frente al Lyric Centre de Houston, 1983 (imagen) su primera escultura de gran formato 29°45′46″N 95°21′54″O / 29.76278, -95.36500
- The French Telephone Houston, 1984 (imagen) 29°44′51″N 95°23′5″O / 29.74750, -95.38472
- The Stone Trumpet Galveston, 1984 (imagen)29°18′24″N 94°47′38″O / 29.30667, -94.79389
- The Winds of Change, retrato, figura de George H. W. Bush en el interior del Aeropuerto Intercontinental George Bush, Houston, 1989 (imagen)
- Tribute to Courage, estatua colosal de Sam Houston, altura 20 metros (Huntsville, 1994)30°39′40″N 95°30′38″O / 30.66111, -95.51056
- 43 cabezas de Presidentes de Estados Unidos para el Parque Presidencial de Pearland[4]
- The Beatles, Shepherd Drive, Houston.